# Том Холанд
Томас Стенли Холанд (енгл. Thomas Stanley Holland; Лондон, 1. јун 1996) енглески је филмски и телевизијски глумац.

## Душевно здравље
У јуну 2023. године Холанд је објавио да прави паузу у глумачкој каријери због тога што га је последња улога (филм The Crowded Room), и којој је морао да глуми хомосексуални сношај, душевно „сломила”. Месец дана доцније објавио је да је био завистан од конзумирања алкохола, али да је од јануара 2023. престао да пије алкохолна пића.

## Филмографија
| Улоге Тома Холанда |                                |               |                           | |
| Година             | Српски назив                   | Изворни назив | Улога                     | Напомена |
| 2011.              | Тајни свет Аријети             |               | Шо                        | глас, британска синхронизација |
| 2012.              | Немогуће                       |               | Лукас Бенет               | Награда Емпајер за најбољег новајлију номинација - Награда Удружења телевизијских филмских критичара за најбољег младог глумца/глумицу |
| 2013.              | Мој садашњи живот              |               | Ајзак                     | |
| 2014.              | Опасан позив                   |               | Еди (глас)                | |
| 2015.              | У срцу мора                    |               | Томас Никерсон као дечак  | |
| 2015.              | Ходочашће                      |               | Искушеник                 | |
| 2015.              | Вучје легло                    |               | Грегори Кромвел           | мини-серија |
| 2016.              | Капетан Америка: Грађански рат |               | Питер Паркер / Спајдермен | |
| 2016.              | Зимска ивица                   |               | Бредли                    | |
| 2016               | Изгубљени град З               |               | Џек Фјукет                | |
| 2017.              | Спајдермен: Повратак кући      | [ 5 ]         | Питер Паркер / Спајдермен | |
| 2018.              | Осветници: Рат бескраја        |               | Питер Паркер / Спајдермен | |
| 2019.              | Осветници: Крај игре           |               | Питер Паркер / Спајдермен | |
| 2019.              | Спајдермен: Далеко од куће     |               | Питер Паркер / Спајдермен | |
| 2019.              | Прерушени шпијуни              |               | Волтер Бекет (глас)       | |
| 2020.              | Дулитл                         |               | Џип (глас)                | |
| 2020.              | Напред                         |               | Ијан Лајтфут (глас)       | |
| 2020.              | Са ђаволом све време           |               | Арвин Јуџин Расел         | |
| 2021.              | Чери                           |               | Чери                      | |
| 2021.              | Веном 2                        |               | Питер Паркер / Спајдермен | непотписани камео |
| 2021.              | Спајдермен: Пут без повратка   |               | Питер Паркер / Спајдермен | |
| 2022.              | Uncharted                      |               | Нејтан Дрејк              | |
| 2026.              | Одисеја                        |               | Телемах                   | |
| 2026.              | Spider-Man: Brand New Day      |               | Питер Паркер / Спајдермен | |